# Holenderscy posłowie do Parlamentu Europejskiego 2004–2009
Holenderscy posłowie VI kadencji do Parlamentu Europejskiego zostali wybrani w wyborach przeprowadzonych 10 czerwca 2004.

## Lista posłów
Wybrani z listy Apelu Chrześcijańsko-Demokratycznego
- Bert Doorn
- Esther de Lange, poseł do PE od 12 kwietnia 2007
- Maria Martens
- Lambert van Nistelrooij
- Ria Oomen-Ruijten
- Cornelis Visser, poseł do PE od 17 października 2007
- Corien Wortmann-Kool

Wybrani z listy Partii Pracy
- Thijs Berman
- Emine Bozkurt
- Dorette Corbey
- Jan Cremers, poseł do PE od 30 kwietnia 2008
- Lily Jacobs, poseł do PE od 4 września 2007
- Ieke van den Burg
- Jan Marinus Wiersma

Wybrani z listy Partii Ludowej na rzecz Wolności i Demokracji
- Jeanine Hennis-Plasschaert
- Jules Maaten
- Toine Manders
- Jan Mulder

Wybrani z listy Unii Chrześcijańskiej i SGP
- Hans Blokland (CU)
- Bastiaan Belder (SGP)

Wybrani z listy Europa Transparant
- Elly de Groen-Kouwenhoven
- Paul van Buitenen

Wybrani z listy Zielonej Lewicy
- Kathalijne Buitenweg
- Joost Lagendijk

Wybrani z listy Partii Socjalistycznej
- Kartika Liotard
- Erik Meijer

Wybrana z listy Demokraci 66
- Sophie in ’t Veld

Byli posłowie VI kadencji do PE
- Max van den Berg (wybrany z listy PvdA), do 31 sierpnia 2007, zrzeczenie
- Camiel Eurlings (wybrany z listy CDA), do 21 lutego 2007, zrzeczenie
- Albert Jan Maat (wybrany z listy CDA), do 9 kwietnia 2007, zrzeczenie
- Joop Post (wybrany z listy CDA), od 1 marca 2007 do 16 października 2007, zrzeczenie
- Edith Mastenbroek (wybrana z listy PvdA), do 29 kwietnia 2008, zrzeczenie